# Оромија
Оромија је једна од 11 федералних субјеката (етничких региона) у Савезној Демократској Републици Етиопији. Регион је домовина народа Оромо. Налази се у централном делу државе. Обухвата површину од 284.538 км² и има око 27.158.471 становника (2012). Насељеност територије је је 95,45 становника по км².
Главни град је званично Адис Абеба, али незванично Адама.

## Историја
Народ Оромо је кушитског порекла. Током 19. и 20. века, народ Оромо био је угњетаван од стране владајућег Амхара народа у Етиопији. У другој половини 20. века, подручје данашње покрајине Оромија је било у саставу етиопских покрајина Сидамо, Бале, Арси, Харари, Шева, Велега, Илубабор и Кефа. Данашњи регион Оромија формиран је 1995. године, као један од етничких региона Етиопије.

## Демографија

### Етничке групе (попис из 2007)
- Оромо (87,8%)
- Амхара (7,22%)
- Гураге (0,93%)

### Религија (попис из 2007)
- Ислам (47,5%)
- Православље (30,5%)
- Протестантизам (17,7%)
- Традиционалне религије (3,3%)

У урбаним подручјима, православни хришћани чине 51,2% становништва, муслимани 29,9%, а протестанти 17,5%.

## Градови
Највећи градови региона су (са приказом броја становника 2009. године): 
- Адама (262.000)
- Џима (182.000)
- Дебре Зеит (150.000)
- Шашемене (106.000)
- Асела (97.000)
- Некемте (97.000)
- Гоба (58.000)
- Хагере Хијвет (56.000)
- Гијон (52.000)

Напомена: Адис Абеба, главни град Етиопије, има двојни статус: сматра се делом региона Оромија, али такође чини и посебан ентитет у оквиру етиопске федерације.